# Nørre Herred (Bornholm)
 For alternative betydninger, se Nørre Herred. (Se også artikler, som begynder med Nørre Herred)
Nørre Herred var et af de fire herreder i Bornholms Amt.
I herredet ligger følgend sogne:
- Allinge-Sandvig Sogn – (Allinge-Gudhjem Kommune)
- Rutsker Sogn – (Hasle Kommune)
- Olsker Sogn – (Allinge-Gudhjem Kommune)
- Rø Sogn – (Allinge-Gudhjem Kommune)
- Hasle Sogn – (Hasle Kommune)
- Klemensker Sogn – (Hasle Kommune)